# JR貨物19E形コンテナ
JR貨物19E形コンテナ（JRかもつ19Eがたコンテナ）は、日本貨物鉄道（JR貨物）が計450個を配備した12ftドライコンテナである。

## 構造
両側扉二方開きで、外法寸法は高さ2,500mm、幅2,450mm、長さ3,715mm、自重1.6t。内容積は18.5m3。最大積載量は5t。
外観塗装は19B形から同様、赤紫色（JRFレッド）一色に白色でJRFのロゴが配されている。19C形の後継であり、上部四隅に簡易隅金具が付いた点が違いである。荷崩れ防止のための機構があり、内部には仕切用のポリプロピレン製パネルが吊されている。妻面リブが広く、6本となっている。
製造は全て日本車輌製造が行った。

## 現状
2007年（平成19年）以降はエコレールマークのシールを順次貼り付けた。
2012年（平成24年）度以降、老朽化のため、19D形への置き換えが進み、2016年（平成28年）12月にて全廃となった。2021年（令和3年）ごろまで秋田港駅にて、海外譲渡用のコンテナが100個ほど置かれていたが、こちらも解体されている。